# John Rabe
John Rabe (23. listopadu 1882, Hamburk – 5. ledna 1950, Berlín) byl německý manažer nankingské pobočky společnosti Siemens a člen NSDAP, který se proslavil jako předseda výboru Nankingské bezpečné zóny, v níž během událostí nazývaných Nankingský masakr našlo před řáděním Japonské císařské armády úkryt 200 000 čínských obyvatel Nankingu.

## Život
John Rabe se narodil v Hamburku, ve své kariéře manažera pobýval v létech 1903–1906 v Africe. V roce 1908 odešel do Číny, kde pracoval pro společnost Siemens AG v Šen-jangu, Pekingu, Tchien-ťinu, Šanghaji a nakonec v Nankingu.
Mnoho Evropanů žilo v Nankingu z důvodů obchodu nebo misie. John Rabe byl jako člen nacistické strany zvolen kvůli spojenectví Japonska a Německa předsedou bezpečné zóny. Zóna zahrnovala nemocnici, ambasády, továrnu Siemens a Nankingskou univerzitu. Podle dohody se v bezpečné zóně nesměli ukrývat čínští vojáci a nesměly v ní být žádné zbraně. Členství v nacistické straně Rabe využíval například při vyjednávání s Japonci ohledně dodávek rýže do bezpečné zóny. Také napsal dopis Adolfu Hitlerovi, v němž popsal rozsah masakru a žádal o intervenci.
Po návratu do Německa byly Rabeovi zabaveny filmy týkající se událostí v Nankingu. Byl také zadržen a vyslýchán gestapem, avšak v důsledku intervence společnosti Siemens AG byl propuštěn. Gestapo mu zakázalo mluvit o událostech v Nankingu. Po válce byl pro své členství v NSDAP znovu zatčen a vyslýchán Spojenci (Sověty) a denacifikován až v roce 1946. Když se starosta Nankingu a lidé zachránění samotným Rabem dozvěděli, že má existenční problémy, uspořádali sbírku a poslali mu v přepočtu dva tisíce dolarů, za které jeho rodině starosta Nankingu koupil ve Švýcarsku potraviny. Od poloviny roku 1948 do komunistického převratu mu každý měsíc poslali balíčky s potravinami. Zemřel v chudobě v roce 1950.

## Muzeum
V Nankingu bylo na počest Johna Rabeho v roce 2006 otevřeno muzeum bezpečné zóny ("John Rabe and International Safety Zone Memorial Hall"), jedná se o opravenou rezidenci, ve které Rabe žil během svého pobytu v Nankingu. John Rabe je uctíván a považovaný mezi lidmi jako přítel čínského lidu za své zásluhy.

## Ocenění
V roce 1996 byl jeho náhrobní kámen přemístěn z Berlína do Nankingu. V roce 2009 byl o Johnu Rabeovi natočen film John Rabe – Ctihodný občan Třetí Říše.